# Ángel Sagardía
Ángel Sagardía Sagardía (Zaragoza, 11 de octubre de 1901 - Valladolid,  16 de febrero de 1990) fue un musicólogo, compositor y pianista español.

## Vida
Estudió música en Zaragoza, entre otros, con Luis Aula, integrándose en una generación de músicos aragoneses entre los que se cuentan Pilar Bayona, Andrés Aráiz, Valentín Ruiz Aznar, Eduardo del Pueyo, Luis Galve, Tapia Colmann y Pilar Cavero. Inicialmente trató de dedicarse a la composición, componiendo valses (Estío), pasodobles (¡Viva Goya!) y otros géneros, como Por tierras de Aragón, basada en la Colección de Cantos populares de la provincia de Teruel de Miguel Arnaudas. También realizó numerosas giras de conferencias y conciertos que le llevaron a ciudades como París, Roma, Casablanca, Rabat, Tánger, Tetuán, Madrid, Barcelona, Zaragoza, Bilbao, Santander, Sevilla, Pamplona, Burgos o San Sebastián.
Posteriormente destacó por su labor en el campo de la investigación musical, especializándose en música española, sobre todo del siglo XIX, y en zarzuela de los siglos XIX y XX, investigando figuras aragonesas —López Debesa, Zurrón, Aula, Marquina, Luna— y vascas —Sarasate, Usandizaga, Guridi, Gaztambide, Arrieta. Fue autor de varios libros y artículos en prensa y revistas especializadas.
Obtuvo el Premio Nacional de Música en 1945.

## Obra
- 1946: Manuel de Falla.
- 1950: Jesús Guridi.
- 1951: Cinco músicos inolvidables: Barbieri, Bretón, Chapí, Albéniz y Granados.
- 1951: Isaac Albéniz.
- 1953: Ricardo Villa.
- 1956: Juan Crisóstomo Arriaga.
- 1956: Pablo Sarasate.
- 1958: La zarzuela y sus compositores.
- 1958: Federico Chueca.
- 1961: Pablo Sarasate y su posición en la música.
- 1961: El mar y la música.
- 1964: El militar y escritor bermeano Juan Arzadun Zabala.
- 1965: Cuatro músicos vascos: Padre San Sebastián, Usandizaga, Tellería y Arambarri.
- 1967: Vida y obra de Manuel de Falla.
- 1969: Gaztambide y Arrieta.
- 1969: «El compositor aragonés Vicente Zurrón», revista Zaragoza
- 1969: «El músico zaragozano Zacarías López Debesa», revista Zaragoza
- 1971: Amadeo Vives: Vida y obra.
- 1972: El compositor José Serrano, vida y obra.
- 1972: Músicos Vascos (tres volúmenes).
- 1973: Gregorio Bandot y su ópera «Cantuxa».
- 1975: Dos compositores madrileños del siglo XIX: Rafael Hernando y Francisco Asenjo Barbieri.
- 1975: «La música tradicional en Falla y Turina», en Revista de Estudios Turísticos.
- 1977: «En torno a la ópera española y a sus compositores», en Revista de Ideas Estéticas.
- 1978: Pablo Luna.
- 1979: «El compositor aragonés Pascual Marquina», Cuadernos Zaragoza.
- 1979: Ruperto Chapí.